# Friedhof Saint-Josse-ten-Noode
Koordinaten: 50° 51′ 25″ N, 4° 24′ 8″ O
Der Friedhof Saint-Josse-ten-Noode (franz. Cimetière de Saint-Josse-ten-Noode / niederl. Begraafplaats van Sint-Joost-ten-Node) ist der Friedhof der belgischen Gemeinde Saint-Josse-ten-Noode, in der Region Brüssel-Hauptstadt.

## Berühmte Personen, die auf dem Friedhof Saint-Josse-ten-Noode begraben sind
- Charles de Groux (1825–1870)
- André Van Hasselt (1806–1874)
- Jean-Baptiste Madou (1796–1877)
- Caroline Gravière (1821–1878)
- Eugène Van Bemmel (1824–1880)
- Charles Rogier (1800–1885)
- Edouard Agneessens (1842–1885)
- Armand Steurs (1849–1899)
- François Binjé (1835–1900)
- Guillaume Charlier (1854–1925)
- George Garnir (1868–1939)
- Georges Pètre, (1874-assassiné en 1942)
- Franz Courtens (1854–1943)
- Guy Cudell (1917–1999)

## Galerie

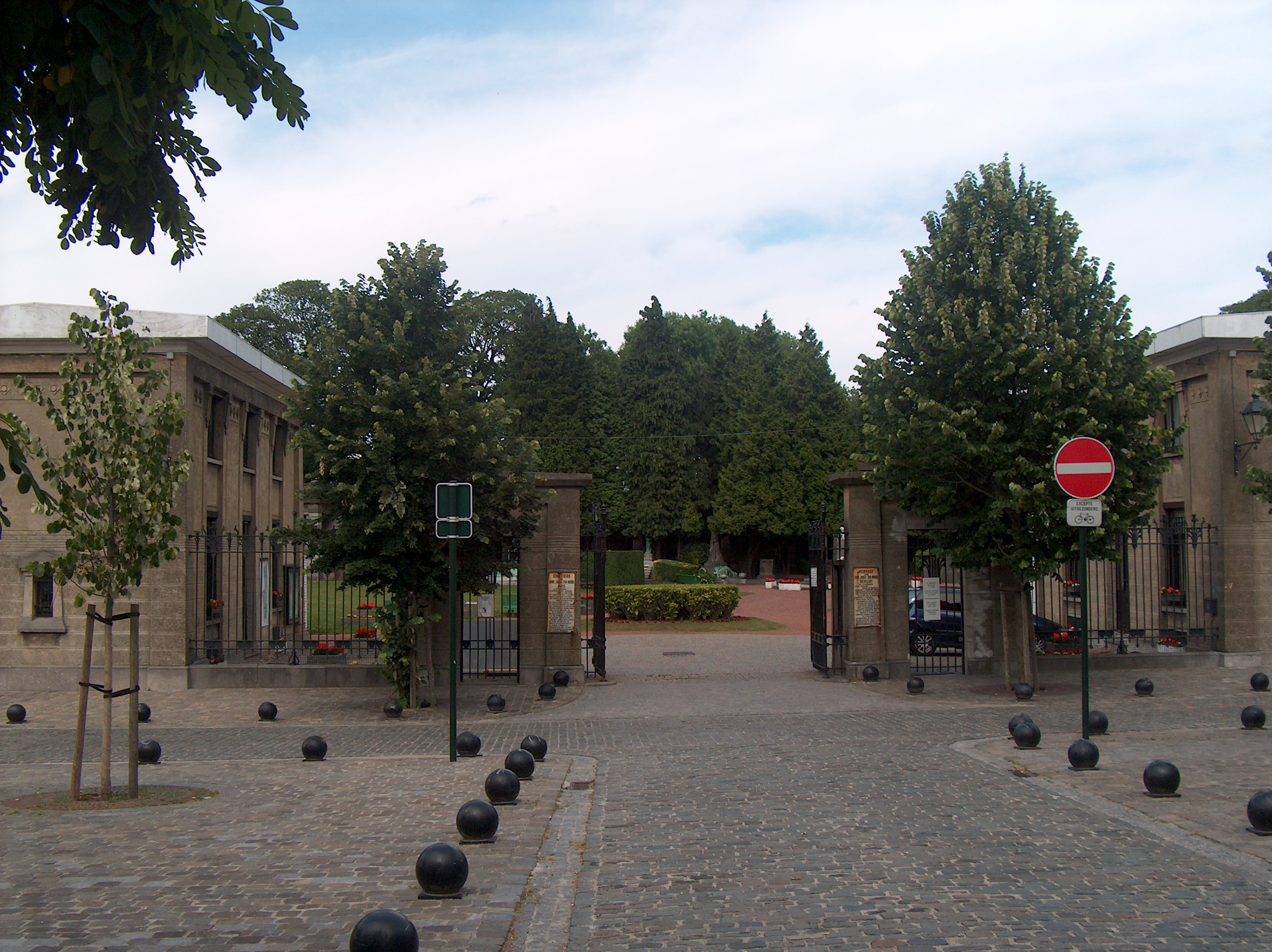
Der Eingang zum Friedhof
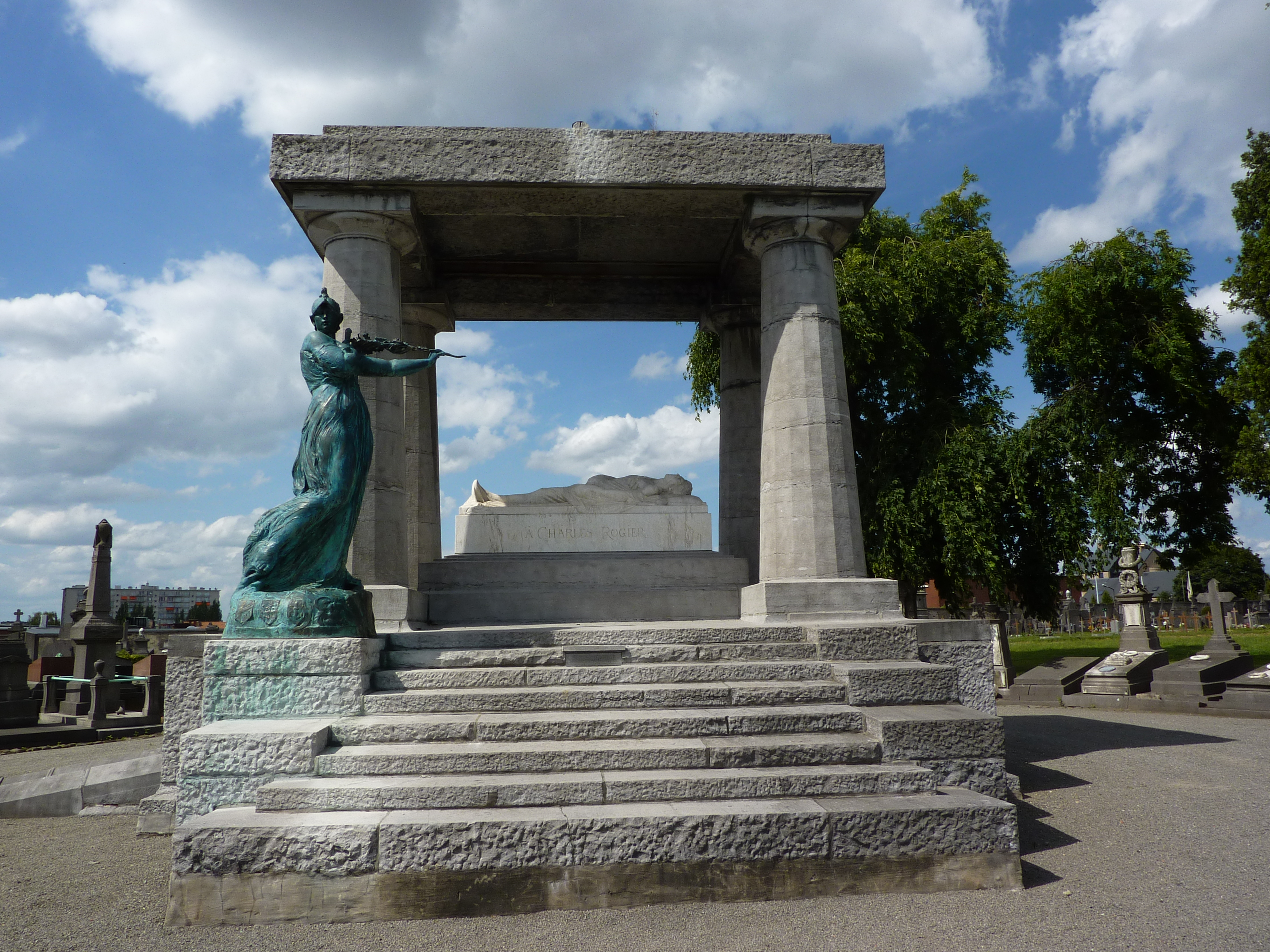
Charles Rogier Mausoleum
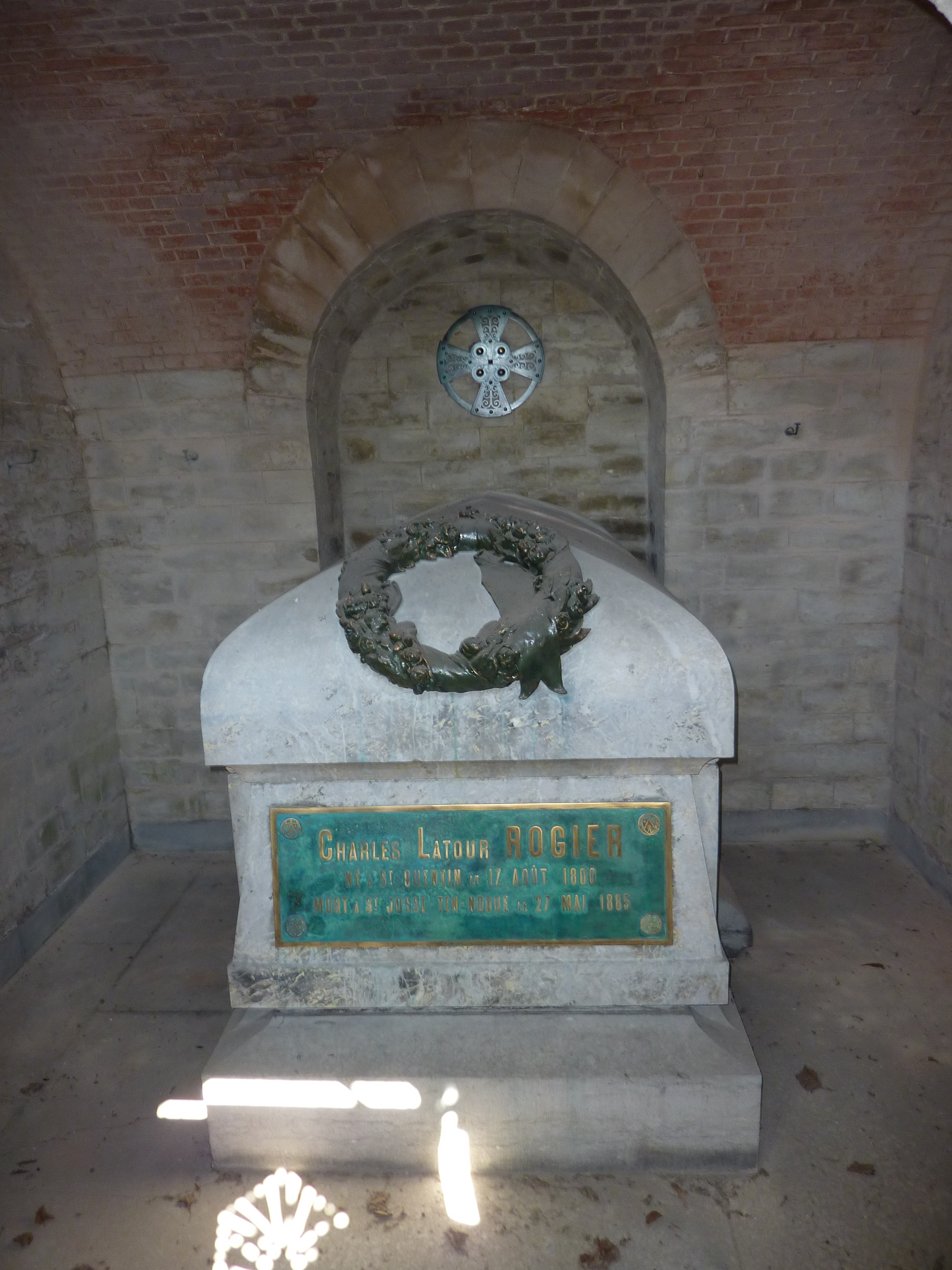
Charles Rogier Krypta
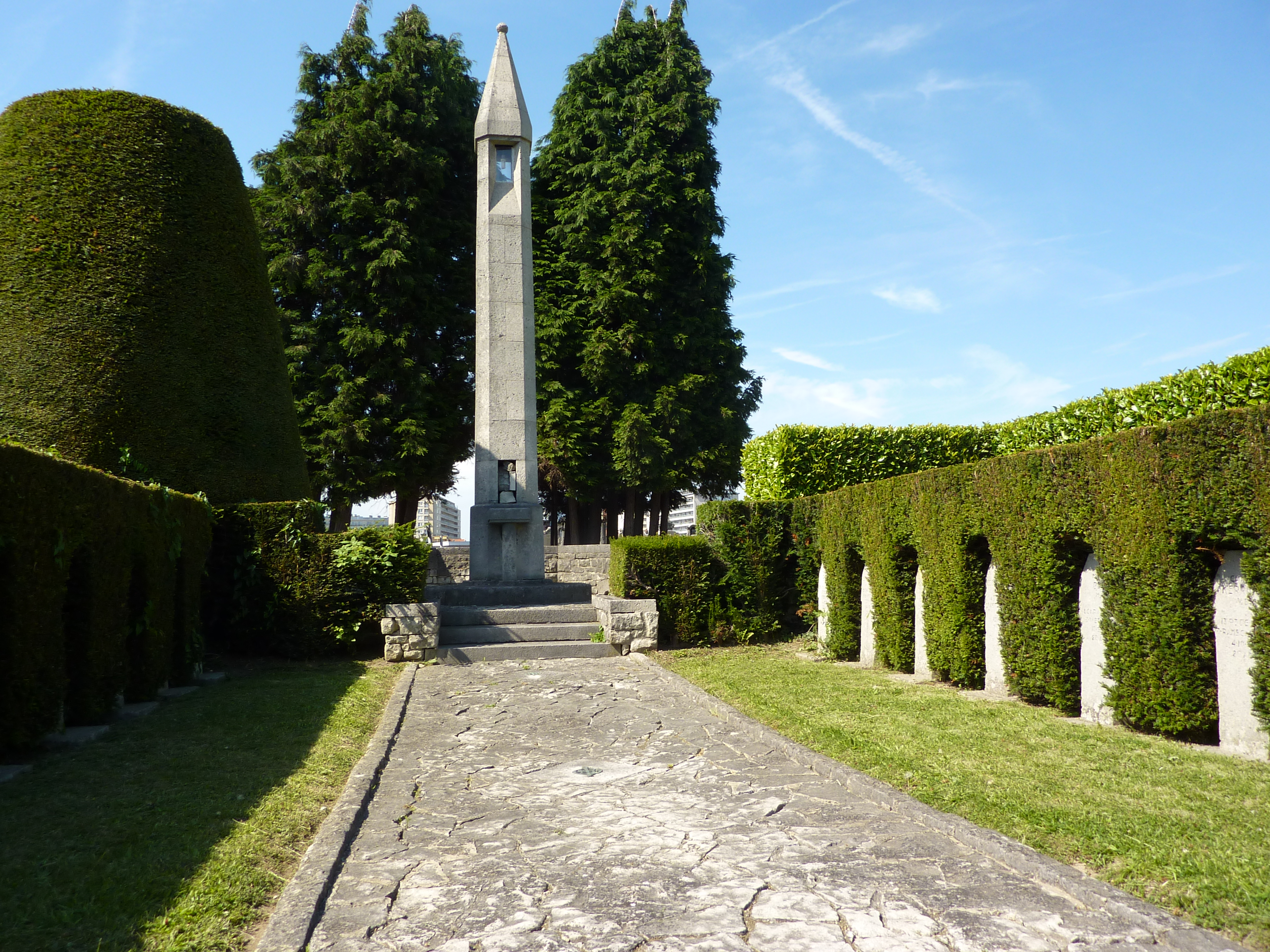
14–18 Gräber